# Бранко Ілич
Бра́нко І́лич (словен. Branko Ilič; нар. 6 лютого 1983 року, Любляна, СФРЮ) —  словенський футболіст,  захисник  московського «Локомотива» і національної збірної Словенії.

## Клубна кар'єра

### Словенія
Бранко Ілич почав свою кар'єру в клубі «Олімпія», де дебютував у 2003 році проти «Копера». Після серйозних фінансових проблем у клубі в січні 2005 а він перейшов до «Домжале», де відіграв два сезони.

### Іспанія
У січні 2007 Ілич на правах оренди перейшов в іспанський «Бетіс», ставши першим словенським гравцем у історії клубу. Перший матч за новий клуб Бранко зіграв у чвертьфіналі  Кубка проти «Севільї». 4 лютого зіграв перший матч у  чемпіонаті проти «Атлетика», де зробив гольову передачу на Роберта. Після добре проведеної першої половини сезону влітку 2007 року клуб викупив трансфер Іліча за 1,5 мільйона євро.

### Росія
31 серпня Бранко перейшов до ФК «Москва» на правах оренди . Дебютував у новому клубі 17 вересня в матчі проти «Локомотива» (0:1).
10 березня 2010 Ілич перейшов в  московський «Локомотив», підписавши контракт на 2 роки .

## Міжнародна кар'єра
Ілич дебютував у збірній 18 серпня 2004 а в товариському матчі зі збірною  Сербії у віці 21 року.
Бранко був викликаний до складу національної команди для підготовки до 2 стикових матчів відбіркового турніру ЧС-2010 із  збірної Росії 14 і 18 листопада 2009 . У складі збірної Словенії став учасником Чемпіонату світу з футболу 2010 у ПАР.

## Титули і досягнення
- Чемпіон Словенії (2):

«Домжале»: 2006-07
«Олімпія» (Любляна): 2017-18
- Чемпіон Сербії (1):

«Партизан»: 2014-15
- Чемпіон Казахстану (1):

«Астана»: 2015
- Володар Кубка Словенії (3):

«Олімпія»: 2002-03
«Олімпія» (Любляна): 2017-18, 2018-19
- Володар Кубка японської ліги (1):

«Урава Ред Даймондс»: 2016